# Una Navidad no tan padre
Una Navidad no tan padre es una película de comedia mexicana de 2021 dirigida por Raúl Martínez y protagonizada por Renata Notni, Angélica María y Alex Rose Wiesel. Fue lanzado en Netflix el 21 de diciembre de 2021. Es una secuela de la película de 2016 Un padre no tan padre.

## Elenco
- Renata Notni
- Angelica María
- Alex Rose Wiesel como Gala (voz)
- Héctor Bonilla como Don Servando
- Jacqueline Bracamontes como Alma
- Juan Pablo de Santiago
- Tina Romero
- Benny Ibarra como Fran
- Eduardo Tanús como Memo
- Natália Subtil como Gio
- Tina Francesa como Gina
- Yulián Díaz como Joao